# Опанці

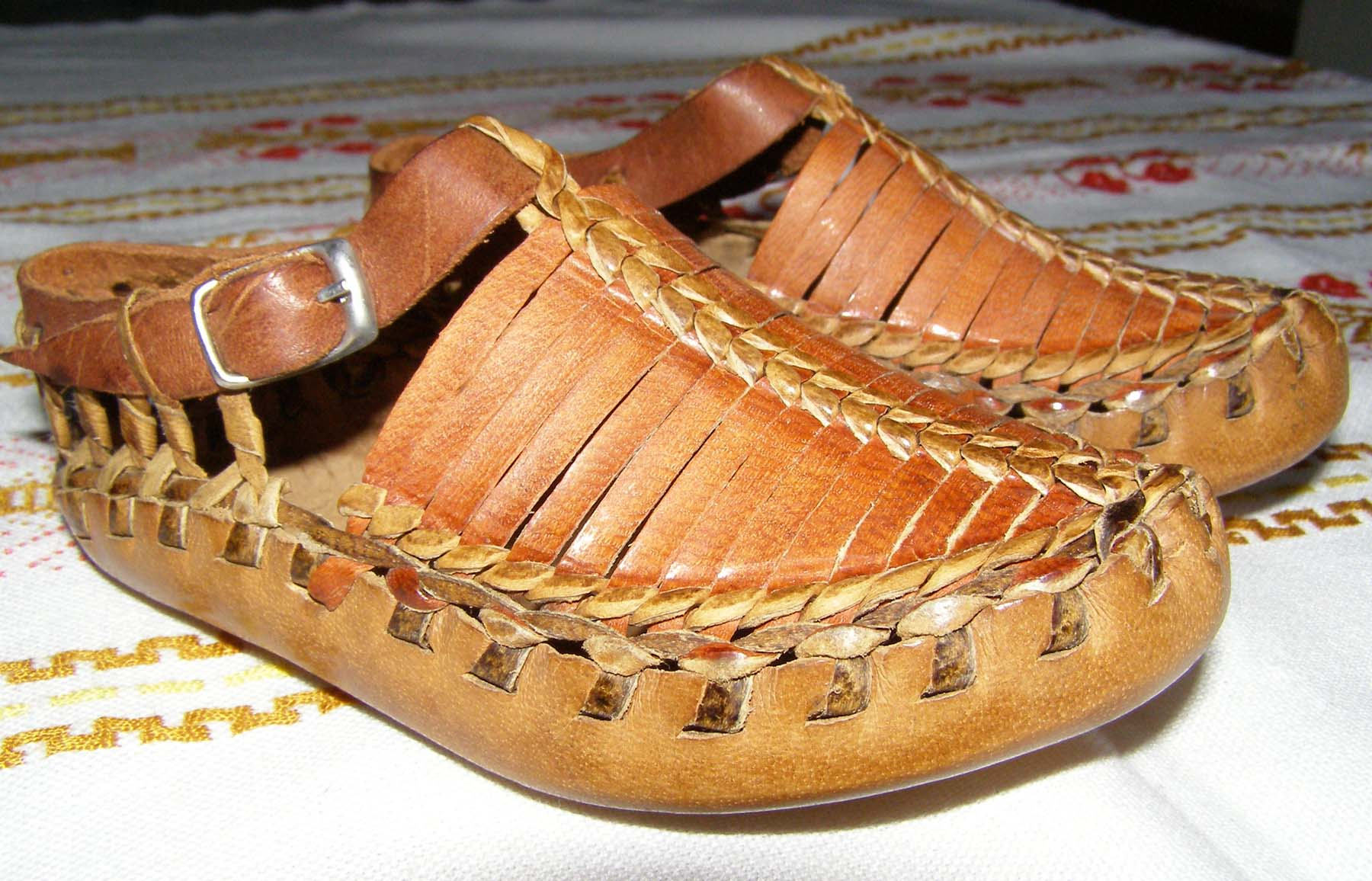
Опанці з пласким завершенням

Опанці (однина — опанак) — традиційне селянське взуття мешканців Південно-Східної Європи (зокрема, Боснії і Герцеговини, Болгарії, Хорватії, Македонії, Сербії). Особливостями опанців є: виготовлення зі шкіри, відсутність шнурків, міцність, і різні варіанти мисиків. У Сербії рогоподібний мисик вказує на регіон походження. Поняття і слово, існує також в Румунії (рум. opincă), як запозичення у слов'ян. Опанці вважаються національним символом Сербії, і традиційним селянським взуттям в Балканському регіоні.

## Етимологія
Сербсько-хорватське òpanak/опанак, а також болг. і мак. опинок, в кінцевому рахунку, є похідними від прасл. *opьnъkъ, яке складається з наступних частин:
- прийменник/приставка *о(б) — «близько, і т. д.» з прикінцевим *б що асимілювалася, і отримане подвоєне приголосне сполучення *опу спрощене до *п
- *-рьп-, м'якій сербо-хорватській -пан- з сильним[en] редукованим *ь озвученим як  /a/. *рьп — це аблаут форма кореня дієслова *pęti (від ранішого *pen-ti), що первісно означало «напружуватися, рухатися» (пор. сучасні сербо-хорватські дієслова, що передають одне і те ж таке поняття як nàpēti/напети, pròpēti/пропети, ràspēti/распети, pòpēti/попети..), але згодом набуло значення «сходити на гору» (звідки і сучасне сербо-хорватське pȇti/петі, pènjati/пѐњати).
- *-ъкъ, слов'янський суфікс

Таким чином буквально, òpanak/опанак буде приблизно означати «взуття для сходження».

## Варіанти назви у різних країнах
- Албанія — опінга (алб. opinga)
- Болгарія (у множини) — цирвулі, опінці, опинці, опінкі, вривчанки, калеври (болг. цървули, опинци, опънци, опинки, връвчанки, калеври)
- Македонія — опінок/опінці (мак. опинок/опинци)
- Сербія — опанак/опанці (серб. опанак/опанци), на сербохорватській — opanak/opanci
- Румунія — опінке/опінчі (рум. opincă/opinci)
- Хорватія — опанці (хорв. opanci)

## Історія
Ще 50 років тому, опанці зазвичай носились в сільських районах Боснії і Герцеговини, Болгарії, Хорватії, Македонії, Румунії та Сербії. В даний час вони використовуються тільки в народних костюмах, фольклорних танцювальних колективах, на фестивалях, святах та інших культурних заходах.
Найбільший опанак у світі, внесений у книгу рекордів Гіннеса в 2006 року має довжину 3.2 м, розмір 450, вагу 222 кг, він зроблений опанчарем (opančar) Славком Стругаревичем, з Врнячка-баня, Сербія.

## Регіональні варіанти

### Боснія та Герцеговина
- босн. glamočke
- босн. hercegovačke

### Болгарія
- На півночі — болг. опинкиабо опинци, у центральної та західної Болгарії цървули: шкіряні сандалі з тупими кінцями, прив'язані до ніг довгими шнурами, які утворюють сітку й називаються връвчанки. Їх носили поверх шматка вовняної тканини обгорнутої навколо ноги.

### Хорватія
Опанці є частиною деяких варіантів хорватського національного костюма.
- Паннонія
  - Опанці робились з широкою підошвою, яка покриває стопу, і верхньої частини, що охоплює пальці, вони запинались навколо стопи і ноги довгими шкіряними ремінцями. У міжвоєнний період вперше з'явились вигнути опанці, їх до цих пір носять в деяких сільських районах чоловіки.
- Славонія
  - Шкіряні сандалі носили чоловіки і жінки по всій північній Хорватії, але пізніше вони були замінені на легкі та низькі вишиті туфлі або чоботи (хорв. čižme). Селянські постоли вийшли із загального користування близько 1900 року.
- Динарські Альпи
  - хорв. oputaši або хорв. pripletenjaci робились з сиром'ятної шкіри, яка вирізалась і формувалась на дерев'яній прес-формі для того, щоб зробити форму підошви, краї складались вгорі і зашнуровувались з допомогою шнурка зробленого з баранячих кишок або тонких стрічок з овечій шкіри, які називались oputa. Верхня частина опанців формувалась шнурівкою разом з смужками з кишок або шкіри. На п'яті підошва продовжувалась плетеною частиною, що кінчалась довгими шкіряними шнурками, які використовувалися, щоб зв'язати опанці навколо стопи. Їх носили поверх панчіх. Опанці спочатку робились вдома, потім сільськими умільцями, а потім і фахівцями з виробу опанців в невеликих містах.
  - У Лікі замість шнурків використовували білі шнури. Ці опанці носили чоловіки.

### Македонія
- Скопска-Црна-Гора[en]
  - опанці з опутицями: з шнурками з прядива; зроблені з волової або свинячий шкіри, зв'язаної шнурками з прядива.
  - опанці з ременями: — з ременями на підйомі, робились з вичиненої шкіри взуттьовиками, та носились в урочистих випадках.

### Чорногорія
- У Никшичі замість шнурків використовували білі шнури. Ці опанці носили чоловіки.

### Сербія
Опанці відомі як національний символ Сербії, і частина сербського національного костюму.
- Шумадія

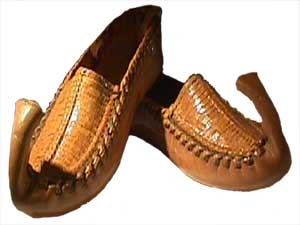
Шумадійські опанці з клюном

  - серб. шумадиски опанци с клюном, також відомі як серб. шиљкани: взуття з загостреним мисиком.
  - серб. шумадиски опанци без клюна: взуття без загостреного мисика.
  - серб. качерски опанци або серб. стари шумадиски опанци: з низькою спинкою, вигнутим загостренням попереду та з плетеним переднім верхом, шкіряними шнурками.
- Західна і північна Сербія
  - серб. црвени опанци (червоні опанці): робились з частково вичиненої шкіри пофарбованої в червоний колір шляхом замочування в гарячій воді з вільховою або березовою корою, після чого шкіра формувалась остаточно, плетений перед виготовлявся зі смужок шкіри і прив'язувався до ноги ремінцем з шкіри. Вони були прийняті в Боснії в середині 19 століття і носилися по всій західній та північній Сербії. Виробництво було перенесено в майстерні біля 1900, також у вжиток ввійшла дублена шкіра. З 1870 року червоні опанці називають серб. ђонаши або серб. шабачки опанці у випадку зношеності.
- Інші різновиди
  - серб. врнчани опанци: виготовлялись з чиненої шкіри і носились під час роботи.
  - серб. опанци ђонаши: з'явились в кінці 19-го століття і були зроблені з чиненої шкіри різних жовтих і коричневих відтінків, залежно від рослин, які використовувались для дублення — чорнильного горішку, яблуні, сумаху, кори ялівцю. У них є підошва, верх, рясні ремені та шкіряні ремінці для прив'язування взуття.
  - серб. влашки опанци (волоські опанці): шматок шкіри затягнутий навколо ноги за допомогою шнура.
  - серб. космајски опанци (космайскі опанці[en]): мають фігурний перед, тканий верх і шкіряні ремені позаду.
  - серб. шопски опанци (шопські[en] опанці).
  - серб. црвеняши опанци (червоні).
  - серб. шабачки опанци (шабацькі опанці).
  - серб. валевски опанци (валевські опанці).
  - серб. ужички опанци (ужицькі опанці).
  - серб. колубарски опанци (колубарські[en]опанці).
  - серб. моравски опанци (моравські опанці).
  - серб. носке опанци (носаті).
  - серб. мрки опанци (коричневі).
  - серб. килаши опанци (кілограмові).
  - серб. кукичари опанци (гакоподібні).
  - серб. точкаши опанци (автошинови): зроблені зі старих покришок, робились у період після Другої Світової Війни.